# Трамваји у Фиренци
Трамвајска мрежа у Фиренци је важан део мреже јавног превоза Фиренце. Састоји се од две оперативне лаке железничке линије.
Фиренца је, као и многи други италијански градови, затворила своју стару трамвајску мрежу крајем 1950-их, али се последњих година вратила трамвајима како би пронашла решење за све већи аутомобилски саобраћај у граду. Прва линија у садашњој мрежи отворена је 2010. како би повезала центар града са суседном општином Скандичи; друга линија отворена је 11. фебруара 2019, повезујући центар града са аеродромом у Фиренци.

## Историја

### 1879–1958
Први трамвај са коњском вучом у Фиренци је свечано отворен 5. априла 1879. Он је повезивао центар града са Перетолом. Годину дана касније првобитна линија је продужена до Прата и Пођо а Кајана. Трамвајем је управљала Società dei Tramways Fiorentini.
1898. компанија је откупила компанију Tranvia del Chianti и исте године су линије електрификоване. 1926. трамвај се сматрао већ застарелим и кренуле су прве аутобуске линије. 1934. компанија одговорна за услугу престала је са радом.
Током Другог светског рата трамвај је био тешко оштећен, а мрежа је у потпуности обновљена тек 1951. После неколико година, инфраструктура је оцењена као престара и неадекватна, а трамвајска пруга је дефинитивно затворена 20. јануара 1958.

### Модерна историја
Почетком 2000-их администрација Фиренце одлучила је да обнови трамвај. Радови на првој линији почели су у децембру 2005. Предвиђено је да грађевински радови трају 1.000 дана, али је на крају било потребно више од 1.800 дана да се заврши линија.
Линија 1 почела је са радом 14. фебруара 2010. Први део Линије 1 у Скандичију, био је први железнички јавни превоз у овој области. Током првих 10 месеци услуге, укупан број путника износило је 7 милиона, што се сматра успешним.

## Цене
Карта за трамвај је 1,70 евра по вожњи, односно 15,50 евра за десетокретну траку. Могу се купити на станицама за трамваје.

## Контроверзе
Било је људи који су се противили новим трамвајским линијама 2 и 3. Градски референдум одржан је 17. фебруара 2008. Од 39 одсто грађана који су гласали, већина је била против изградње. Општина је одлучила да занемари резултат референдума.